# 認證和質量保證協會
認證和質量保證協會（德語：Accrediterungs-, Certifizierungs- und Qualitätssicherungs-Institut，简称ACQUIN）是一個大學及院校認證團體，是由於歐洲博洛尼亞進程，和對確保新的質量的不斷需求而於2001年建立，並從新引進了德國的本科和研究生學位之認證。ACQUIN 是一家會員制的非營利組織，位於德國巴伐利亞州拜羅伊特。該認證團體是德國認證委員會授權及許可下之運作機構，有權授予其質量證書，以證明院校已成功通過認證的學習課程及體系。 直到2011年9月30日，ACQUIN 獲得德國認證委員會的重新認證，ACQUIN 在幾個主要地區開展國際業務，包括說德語的歐洲地、中歐、東歐、北非和中東。 現時ACQUIN 是由德國，奧地利，瑞士，匈牙利和美利堅合眾國等超過100 所高等教育機構認證及組成的協會。